# Vercel
Vercel은 미국의 클라우드 애플리케이션 회사이다. 이 회사는 Next.js 웹 개발 프레임워크를 만들고 유지보수한다.
Vercel은 웹사이트를 구축하고 유지보수하기 위한 개발 도구, 프레임워크 및 클라우드 인프라를 제공한다. v0와 AI SDK를 개발한 회사이다.
이 회사는 AI 생성 제품을 구축하기 위한 무료 오픈 소스 라이브러리를 유지보수한다.

## 역사
Vercel은 2015년 길례르모 라우흐가 ZEIT으로 설립했다. 라우흐는 이전에 실시간 이벤트 기반 통신 라이브러리인 Socket.IO와 Vercel이 플랫폼에 최적화한 오픈 소스 프레임워크인 Next.js를 만들었다. ZEIT은 2020년 4월 Vercel로 리브랜딩되었지만, 회사의 삼각형 로고는 유지되었다.
2021년 6월, Vercel은 시리즈 C 펀딩 라운드에서 1억 2백만 달러를 유치했다. 2023년, Vercel은 자연어 프롬프트로 웹 애플리케이션을 생성하는 v0이라는 AI 웹 개발 도구를 출시했으며; 이는 2025년 웨비상 개발자 도구 부문을 수상했다. 2023년, Vercel은 개발자들이 자바스크립트와 타입스크립트에서 대화형 스트리밍 인터페이스를 구축할 수 있도록 설계된 AI SDK라는 소프트웨어 개발 키트를 출시했다. 2024년 5월, Vercel은 32억 5천만 달러의 기업 가치로 평가되는 펀딩 라운드에서 2억 5천만 달러를 유치했다.

### 인수
2021년 12월 9일, Vercel은 Turborepo를 인수했다.
2022년 10월 25일, Vercel은 Splitbee를 인수했다.
2025년 1월 22일, Vercel은 Tremor를 인수했다.
2025년 7월 8일, Vercel은 NuxtLabs를 인수했다.

## 아키텍처
Vercel의 아키텍처는 구성 가능한 아키텍처를 기반으로 하며, 배포는 Git 저장소, Vercel CLI 또는 Vercel REST API를 통해 처리된다. Vercel은 MACH Alliance의 회원이다.
Vercel을 통한 배포는 Git 저장소를 통해 처리되며, 깃허브, 깃랩, 빗버킷 저장소를 지원한다. 배포에는 자동으로 vercel.app 도메인 아래에 서브도메인이 부여되며, Vercel은 배포를 위한 사용자 정의 도메인을 지원한다.
Vercel의 인프라는 아마존 웹 서비스와 Cloudflare를 사용한다.
2025년, Vercel은 Fluid라는 웹 애플리케이션 인프라 모델을 도입했다. 이 모델은 로컬 지역의 인스턴스가 기존 서버와 유사하게 여러 요청을 동시에 처리하면서도 서버리스 시스템의 탄력성을 유지할 수 있도록 한다.

## 평가
Vercel의 고객으로는 에어비앤비, 우버, 깃허브, 나이키, 티켓마스터, 칼하트, IBM, 맥도날드가 있다.

### 참고 문헌
1. 1 2  So, Preston (2021년 9월 9일). 《Gatsby: The Definitive Guide》. 오라일리 미디어. 367쪽. ISBN 9781492087489.

### 인용
1. 1 2  MacManus, Richard (2020년 7월 20일). “How Vercel Frees Frontend Developers from Backend Burden”. 《The New Stack》. 2025년 4월 15일에 확인함.
2. ↑  Lawson, Lorraine (2025년 2월 5일). “Vercel Rolls Out More Cost-Effective Infrastructure Model”. 《The New Stack》. 2025년 4월 14일에 확인함.
3. 1 2 3  Tong, Anna (2024년 5월 16일). “Exclusive: Vercel completes $250 mln Series E round at $3.25 bln valuation”. 《Reuters》. 2025년 4월 15일에 확인함.
4. ↑  “Vercel Introduces SDK for Building AI Apps with React and Svelte”. 《CMS Critic》. 2023년 6월 19일. 2025년 4월 15일에 확인함.
5. ↑  MacManus, Richard (2023년 8월 31일). “Vercel’s Next Big Thing: AI SDK and Accelerator for Devs”. 《The New Stack》. 2025년 4월 15일에 확인함.
6. 1 2 3  Pimentel, Benjamin (2022년 4월 21일). “The 29-year-old founder of Vercel used this pitch deck to raise $21 million from investors like Accel and GitHub's CEO to build faster websites”. 《Business Insider》. 2022년 10월 1일에 확인함.
7. ↑  Carey, Scott (2022년 2월 21일). “Vercel, Netlify, and the new era of serverless PaaS”. 《InfoWorld》. 2022년 10월 1일에 확인함.
8. ↑  Krill, Paul (2014년 6월 2일). “Socket.IO JavaScript framework ready for real-time apps”. 《InfoWorld》. 2022년 10월 2일에 확인함.
9. ↑  Anderson, Tim (2020년 4월 22일). “News sure to ex-Zeit: Next.js company reborn as Vercel”. 《The Register》. 2022년 10월 26일에 확인함.
10. 1 2  Lardinois, Frederic (2021년 6월 23일). “Vercel raises $102M Series C for its front-end development platform”. 《TechCrunch》. 2022년 10월 1일에 확인함.
11. ↑  “Webby Winner, v0 from Vercel”. 《WebbyAwards.com》. 2025년 5월 10일에 확인함.
12. ↑  “Vercel Introduces SDK for Building AI Apps with React and Svelte”. 《CMS Critic》. 2023년 6월 19일. 2025년 4월 15일에 확인함.
13. ↑  MacManus, Richard (2023년 8월 31일). “Vercel’s Next Big Thing: AI SDK and Accelerator for Devs”. 《The New Stack》. 2025년 4월 15일에 확인함.
14. ↑  Lardinois, Frederic (2021년 12월 9일). “Vercel acquires Turborepo”. 《TechCrunch》. 2022년 10월 1일에 확인함.
15. ↑  Dee, Katie (2022년 10월 25일). “Vercel announces Next.js 13 along with the acquisition of Splitbee”. 《SD Times》. 2022년 10월 26일에 확인함.
16. ↑  Occhino, Tom (2025년 1월 22일). “Vercel acquires Tremor to invest in open source React components”. 《Vercel》 (영어). 2025년 3월 19일에 원본 문서에서 보존된 문서. 2025년 3월 19일에 확인함.
17. ↑  Chopin, Sébastien (2025년 7월 8일). “NuxtLabs is joining Vercel”. 《NuxtLabs》. 2025년 7월 9일에 확인함.
18. ↑  “NuxtLabs joins Vercel”. 《Vercel》. 2025년 7월 8일. 2025년 7월 9일에 확인함.
19. ↑  Tyson, Matthew (2022년 4월 21일). “Go serverless with Vercel, SvelteKit, and MongoDB”. 《InfoWorld》. 2022년 10월 2일에 확인함.
20. ↑  Michael Kerner, Sean (2022년 6월 28일). “Middleware enterprise functionality comes to JavaScript, thanks to Vercel”. 《VentureBeat》. 2022년 10월 2일에 확인함.
21. ↑  Lawson, Lorraine (2025년 2월 5일). “Vercel Rolls Out More Cost-Effective Infrastructure Model”. 《The New Stack》. 2025년 4월 14일에 확인함.